# Восход Скорпиона
«Восход Скорпиона» (англ. Scorpio Rising) — авангардный короткометражный фильм Кеннета Энгера, исследующий важные для режиссёра темы гей-культуры, оккультизма, нацизма и католицизма. Фильм касается иконографии поп-культуры, в частности героев-бунтарей, которых играли Марлон Брандо и Джеймс Дин. Исследование Энгером субкультуры байкеров, стилистика кэмпа, а также скандал, связанный с выходом фильма, сделали Восход Скорпиона культовым.

## Выход фильма
Премьера Восхода Скорпиона состоялась в октябре 1963 года в нью-йоркском театре «Греймерси». Показ фильма в Лос-Анджелесе сопровождался протестом со стороны Американской нацистской партии, оскорблённых использованием их флага в картине. Полиция арестовала менеджера кинотеатра за показ публичной непристойности, прокат фильма был остановлен, а дело направилось в суд. Ситуация разрешилась благополучно для его создателей, а сам Энгер утверждает, что Восход Скорпиона полностью легален и не содержит порнографии.

## Сюжет
Фильм состоит из нескольких слабо связанных между собой эпизодов, каждый из которых сопровождается музыкальным произведением 1950-х или 1960-х годов. Они часто иронически контрастируют с содержанием фильм. Диалог или другой разговорный текст в фильме отсутствует.
В начале фильма подросток-рокер Скорпион готовится к встрече своей байкерской банды: возится со своим мотоциклом, полирует его и надевает кожаную одежду. В следующей сцене другой член банды лежит в постели, курит и читает газету. На стене висят многочисленные фотографии Джеймса Дина, а время от времени появляется клип из фильма «Дикарь» с Марлоном Брандо.
В следующей части фильма показана встреча байкеров. Это развратная вечеринка на Хэллоуин, которая приобретает черты оргии. Некоторые посетители носят маски дьявола или одеты как скелеты, символ черепа многократно попадёт в кадр. Эта часть картины состоит из двух параллельно показываемых небольшими отрывками фильмов, в одном показана сама вечеринка, в другом религиозный фильм о бытии Христа.
Позже Скорпион покидает вечеринку и едет в церковь, где разрушает алтарь и устанавливает флаги со свастикой и черепами.
Следующая часть изображает гонку мотоциклистов, а также содержит многочисленные символы национал-социализма, такие как свастика и стальные шлемы. Также можно увидеть солдат вермахта и портрет Адольфа Гитлера. Фильм заканчивается смертью байкера, предположительно главного героя Скорпиона.

## В ролях
| Актёр          | Роль    |
| -------------- | ------- |
| Bruce Byron    | Scorpio |
| Ernie Allo     | Joker   |
| Frank Carifi   | Leo     |
| Steve Crandell | Blondie |
| Johnny Dodds   | Kid     |
| Bill Dorfman   | Back    |

## Художественные особенности
Фильм Энгера пропитан иронией по отношению к массовой культуре, которая является главным элементом для самоидентификации героев. Образы Джеймса Дина, Марлона Брандо, Микки Руни перемешиваются с Христом и Гитлером, а саундтрек, состоящий из хитов Элвиса Пресли, Бобби Винтона и Рэя Чарльза, подчёркивает отношение режиссёра к иконографии байкерской субкультуры. Фильм выдержан в кэмповой эстетике, отменяющей категории возвышенного и низменного. Чрезмерный эротизм, фетишизация мотоциклов и кожаной одежды являются маркерами гипертрофированной гей-идентичности. Сам главный герой, Скорпион, является символом грядущей эры Водолея, важной для культуры Нью Эйдж.
Принципиальное отсутствие диалогов является одной из главных черт режиссёрского стиля Энгера, и Восход Скорпиона не является исключением. Выразительность фильма достигается коллажным эффектом, яркими цветами и закадровой музыкой.
Музыкальным сопровождением картины служат 13 рок-н-ролльных хитов, сопровождающих 13 эпизодов из жизни банды мотоциклистов. Таким образом, можно рассматривать фильм как набор музыкальных клипов.

## Факты
- Кеннет Энгер заявляет, что Восход Скорпиона ближе всего находится к документальному кино.
- Всю нацистскую символику для съёмок режиссёр предоставил сам.
- Фильм оказал влияние на таких режиссёров как Дэвид Линч и Мартин Скорсезе.

## Отражения в культуре
- Песня Scorpio Rising британского музыканта Бретта Андерсона.

## Саундтрек
1. Ricky Nelson — «Fools Rush In (Where Angels Fear to Tread)»
2. Little Peggy March — «Wind-Up Doll»
3. The Angels — «My Boyfriend’s Back»
4. Bobby Vinton — «Blue Velvet»
5. Elvis Presley — «(You're the) Devil in Disguise»
6. Ray Charles — «Hit the Road Jack»
7. Martha and the Vandellas — «(Love Is Like a) Heat Wave»
8. The Crystals — «He's a Rebel»
9. Claudine Clark — «Party Lights»
10. Kris Jensen — «Torture»
11. Gene McDaniels — «Point of No Return»
12. Little Peggy March — «I Will Follow Him»
13. Surfaris — «Wipe Out»